# Servius Sulpicius Galba (préteur en -54)
Pour les articles homonymes, voir Sulpicius Galba.
Servius Sulpicius Galba est un sénateur romain du Ier siècle av. J.-C. Il est légat de Jules César en Gaule et préteur en 54. Il échoue à se faire élire consul en 50 et est un des conjurés ayant assassiné César en 44 av. J.-C.
Il est membre de la gens des Sulpicii. Par son fils Servius Sulpicius Galba et par petit-fils paternel Caius Sulpicius Galba, consul suffect en 5 av. J.-C., frère de Servius Sulpicius Galba, il est un des ascendants de Galba, éphémère empereur romain en 68/69 apr. J.-C..

## Biographie
Il est très probablement lié à tous ses homonymes Sulpicius Galba. Il est le petit-fils de Servius Sulpicius Galba, consul en 144 av. J.-C., et probablement le fils de son autre homonyme consul en 108 av. J.-C.
Sulpicius Galba est légat en 62/61 de Caius Pomptinus, alors gouverneur de Narbonnaise, et il participe à la lutte contre les Allobroges révoltés.
Il est ensuite légat de la legio XII Fulminata de Jules César lors de la guerre des Gaules, notamment, vers 58 à 56. Fin 57, alors qu'il est assailli de toute part, il parvient peut-être à remporter une victoire difficile à Octodurus sur les Nantuates à la suite d'une charge désespérée, mais est malgré tout contraint de se retirer de  Vallis Poenina après avoir subi de lourdes pertes,.
En l'an 54, il devient préteur à Rome. Il permet à son ancien gouverneur, Caius Pomptinus, d'obtenir le triomphe pour sa victoire sur les Allobroges, huit ans après,.
Il devient augure en 50 ou auparavant, et le reste jusqu'à sa mort.
Il est candidat au consulat pour l'année 49, alors que commence le bras de fer politique entre le Sénat, Pompée et Jules César. Il est possible que son amitié avec César lui fasse perdre l'élection, au profit de deux ennemis jurés de César : Lucius Cornelius Lentulus Crus et Caius Claudius Marcellus. C'est l'avis d'Aulus Hirtius, proche de César et qui écrit peu de temps après les faits.

« ... [les] ennemis [de César] se vantent avec insolence d'avoir fait nommer consuls Lucius Cornelius Lentulus et Caius Claudius Marcellus, qui doivent dépouiller César de toute charge et de toute dignité ; et d'avoir écarté du consulat Servius Sulpicius Galba, quoiqu'il a plus de crédit et de suffrages, uniquement parce qu'il est lié d'amitié avec César et a été son lieutenant. »

— Aulus Hirtius, Commentaires sur la Guerre des Gaules, VIII, 48 - traduction Nisard, 1865.
Il semble que Galba continue de servir aux côtés de César lors de la guerre civile qui s'ensuit. Il s'attend peut-être à être récompensé par un consulat, mais le nouveau dictateur ne l'en honore pas.
En 44, il rejoint la conspiration contre César. Les raisons évoquées sont multiples : son échec au consulat à cause de son amitié pour César, une dispute avec le proconsul au sujet d'une dette ou encore, selon Suétone, le fait que César aurait eu une liaison avec son épouse, ce qui aurait provoqué le plus la colère de Galba. Il est donc l'un des conjurés ayant assassiné César aux ides de mars 44 av. J.-C.
Dans la guerre civile de Modène, en 43, il sert comme légat dans l'armée sénatoriale contre Marc Antoine. Il commande une légion aguerrie dans la bataille de Forum Gallorum le 14 ou 15 avril dans laquelle Antoine est défait. Une lettre de Galba à Cicéron rapporte cette bataille. Il est ensuite envoyé à Rome par Decimus Junius Brutus Albinus, un autre conjuré, qui a le commandement pour poursuivre Marc Antoine et mettre fin à la guerre civile au profit du Sénat. Mais un retournement de situation politique et militaire met fin au renouveau républicain.
Après l'instauration du second triumvirat et la mise au pas du Sénat, il est condamné à mort par la lex Pedia à l'instar des autres conjurés.
Son sort ultérieur est inconnu, mais il est peut-être exécuté dès 43. La plupart des conjurés sont décédés de mort violente avant l'an 40 av. J.-C.

## Sources bibliographiques
- Marieluise Deißmann-Merten, « Sulpicius A. I. 14. » dans Der Kleine Pauly (KlP), Band 5, Stuttgart, 1975, pp. 423–424.
- Jörg Fündling, « Sulpicius [I 12] » dans Der Neue Pauly (DNP), Band 11, Metzler, Stuttgart, 2001  (ISBN 3-476-01481-9).